# تدی رنو
تدی رنو (ایتالیایی: Teddy Reno؛ ‏ زاده ۱۱ ژوئیه ۱۹۲۶) خواننده و بازیگر ایتالیایی است.
از فیلم‌های معروف او می‌توان به بازی در هرج‌ومرج بزرگ، ریتا پشه و ریتای غرب اشاره کرد.